# Bunjamin Šabani
Bunjamin Šabani (in macedone Буњамин Шабани?; Kumanovo, 30 gennaio 1991) è un calciatore macedone, centrocampista dello Struga.

## Carriera

### Club
Il 1º luglio 2014 firma un contratto biennale con gli albanesi del Partizani Tirana.

### Nazionale
Ha giocato nelle nazionali giovanili macedoni Under-17 ed Under-19, oltre che in nazionale maggiore.

## Palmarès

### Club

#### Competizioni nazionali
- Campionato kosovaro: 1

Drita: 2019-2020
- Campionato macedone: 2

Struga: 2022-2023, 2023-2024